# Neon Trees
A Neon Trees 2005-ben alakult amerikai rockegyüttes Provoból.
2008 végén a The Killers nyitózenekaraként léptek fel több koncerten, ekkortájt szereztek ismertséget. Ezt követően a Mercury Records kiadóhoz szerződtek. Első kislemezük (és legnagyobb slágerük), az "Animal" a Billboard Hot 100 listáján a 13. helyig jutott, az Alternative Songs listáján pedig az első helyet szerezte meg.
Az együttes megalakulása óta négy stúdióalbumot, három EP-t és 18 kislemezt adott ki.

## Tagok
- Chris Allen – gitár, ritmusgitár, vokál (2005–)
- Tyler Glenn – énekes, billentyűs hangszerek, zongora, szintetizátor, alkalmi ritmusgitár (2005–)
- Elaine Bradley – dobok, ütőhangszerek, vokál, alkalmi ritmusgitár (2006–)
- Branden Campbell – basszusgitár, vokál (2006–)

### Korábbi tagok
- Mike Liechty – basszusgitár (2005–2006)
- Jason Gibbons – dobok, ütőhangszerek (2005–2006)
- Nathan Evans – billentyűs hangszerek, zongora, szintetizátor (2005–2006)

### Turnézenészek
- David Charles – ritmusgitár (2005–)
- Bruce Rubenson – dobok, ütőhangszerek, szintetizátor, zongora, billentyűk (2006–)

## Diszkográfia

### Stúdióalbumok
- Habits (2010)
- Picture Show (2012)
- Pop Psychology (2014)
- I Can Feel You Forgetting Me (2020)